# Kuusijärvi (sjö i Finland, Norra Österbotten, lat 65,42, long 28,25)
Kuusijärvi är en sjö i Finland. Den ligger i kommunen Taivalkoski i landskapet Norra Österbotten, i den centrala delen av landet, 600 km norr om huvudstaden Helsingfors. Kuusijärvi ligger 227,1 meter över havet. Arean är 78,9 hektar och strandlinjen är 7,75 kilometer lång. Sjön  ingår i Ijo älvs huvudavrinningsområde. 